# 毛细花瑞香
毛细花瑞香（学名：Daphne tenuiflora var. legendrei）为瑞香科瑞香属下的一个变种。

## 扩展阅读
- 維基物種上的相關：毛细花瑞香